# Прайс, Роберт
Ро́берт МакНэ́йр Пра́йс (англ. Robert McNair Price) (род. 7 июля 1954, Джексон, Миссисипи, США) — американский теолог, библеист, религиовед и писатель.
Некоторое время был баптистским пастором в Нью-Джерси. Роберт Прайс известен своими скептическими взглядами на доктрину и историю христианской религии: в своих работах он выступает как религиозный скептик (именуя себя христианским атеистом), в частности, подвергая сомнению историчность Иисуса Христа. Прайс также имеет достаточно широкую известность как исследователь мифов Ктулху Говарда Филлипса Лавкрафта, происхождение которых связывает с гностицизмом, и творчества рок-группы Rush.
Участник Семинара Иисуса. Член наблюдательного совета Альянса секулярных студентов.

## Биография
В 1976 году получил бакалавра гуманитарных наук по философии и религии, и истории в Университете штата Нью-Джерси в Монтклэре.
В 1978 году получил магистра теологических исследований по Новому Завету в Теологической семинарии Гордона-Конвелла.
В 1981 году в Университете Дрю получил степень доктора философии по систематическому богословию.
В 1992 году в Университете Дрю получил степень магистра философии по Новому Завету.
В 1993 году в Университете Дрю получил степень доктора философии по Новому Завету.
В 1994—2003 годы — главный редактор научного журнала Journal of Higher Criticism.
В 1999 году выступал на дебатах с Уильямом Лэйном Крэйгом на тему воскресения Христа.
В 2005 году принял участие в съёмках документального фильма Брайана Флемминга «Бог, который здесь не был»
Преподаёт в Теологической семинарии Джонни Колемона.
Профессор библейской критики в Институте Центра расследований.

## Историчность Иисуса
Прайс является представителем мифологической школы в изучении раннего христианства отмечая по этому поводу следующее
Я понял, изучив много предшествующих исследований по вопросу [Иисуса], что практически каждая история в Евангелиях и Деяниях может показаться очень вероятной христианской перепиской материала из Септуагинты, Гомера, «Вакханок» Еврипида и Иосифа Флавия. … В таком случае литературное происхождение всегда должно быть предпочтительнее исторического. И это тот выбор, который мы должны сделать практически в каждом случае новозаветного повествования. Я отсылаю заинтересованного читателя к моему эссе «Новозаветный рассказ как мидраш Ветхого Завета» в «Энциклопедии мидраша» (ред. Джейкоб Нойзнер и Алан Эйвери-Пек). Конечно, я здесь зависим от многих прекрасных работ Рэндела Хелмса, Томаса Л. Броди, Джона Доминика Кроссана и других. Никто из них не зашёл так далеко, как я. Как только я подсчитал рассказы Евангелия, которые каждый из учёных убедительно выводил из литературного прототипа, мне стало ясно, что практически ничего не осталось. Никто не пытался доказать фиктивный характер всей традиции, и каждый из них предлагал некоторые случаи, которые я нашел произвольными и неправдоподобными. Тем не менее, их работы, когда они были объединены, свидетельствовали в пользу полностью фиктивной истории Иисуса. […] Возможно, когда-то и был исторический Иисус, но для нас его больше нет. Если он существовал, он навсегда потерялся за витражным стеклом священного мифа. По крайней мере, таково текущее состояние доказательств, как оно мне видится.
Он участвовал в дебатах «Существовал ли Иисус?» с Бартом Эрманом организованных организацией Mythicist Milwaukee.

## Исследования творчества Г. Ф. Лавкрафта
Являясь издателем журнала «Склеп Ктулху» (издаваемого Necronomicon Press) и серии сборников «Мифов Ктулху», Роберт Прайс многие годы был знаковой личности в исследованиях творчества Г. Ф. Лавкрафта и посвящённых ему фэндомах.
В своих религиоведческих работах Прайс указывает на гностические корни в образе лавкрафтовского божества Азатота и истолковывает «Тень над Иннсмутом» как ритуал посвящения.
Многие из ранних книг про Ктулху, издававшихся Chaosium были антологиями составленными Прайсом.

## Научные труды
- The Widow Traditions in Luke-Acts: A Feminist-Critical Scrutiny Society of Biblical Literature[англ.]. ISBN 0-7885-0224-7 (Mar 1997).
- The Evolution of the Pauline Canon, in Hervormde Teologiese Studies, Number 1&2 June 1997, 36-67
- Mystic Rhythms: The Philosophical Vision of Rush Borgo Press[англ.]. ISBN 1-58715-102-2. with Carol Selby Price (1 Nov 1998)
- Deconstructing Jesus Prometheus Books[англ.]. ISBN 1-57392-758-9. (20 Mar 2000).
- The Incredible Shrinking Son of Man: How Reliable is the Gospel Tradition? Prometheus Books[англ.]. ISBN 1-59102-121-9. (20 Dec 2003)
- The Empty Tomb: Jesus Beyond The Grave Prometheus Books[англ.]. ISBN 1-59102-286-X edited with Jeffery Jay Lowder (20 April 2005) with the following articles: "Introduction: The Second Life of Jesus," "Apocryphal Apparitions: 1 Corinthians 15:3-11 as a Post Pauline Interpretation" and "By This Time He Stinketh: The Attempts of William Lane Craig to Exhume Jesus."
- The Da Vinci Fraud: Why the Truth Is Stranger than Fiction Prometheus Books[англ.]. ISBN 1-59102-348-3.  (20 Sep 2005).
- The Reason Driven Life: What Am I Here on Earth For? Prometheus Books[англ.]. ISBN 1-59102-476-5.  (1 Sep 2006).
- The Pre-Nicene New Testament: Fifty-four Formative Texts Signature Books[англ.] ISBN 1-56085-194-5. (30 Oct 2006)
- The Paperback Apocalypse: How the Christian Church was Left Behind Prometheus Books[англ.]. ISBN 1-59102-583-4.  (1 Sept 2007).
- Jesus is Dead American Atheist Press ISBN 1-57884-000-7. (30 April 2007).
- Top Secret: The Truth Behind Today's Pop Mysticisms Prometheus Books[англ.]. ISBN 1-59102-608-3 (8 April 2008)
- Beyond Born Again: Towards Evangelical Maturity Wildside Press[англ.]. ISBN 1-4344-7748-7 (30 Oct 2008).
- Inerrant the Wind: The Evangelical Crisis of Biblical Authority Prometheus Books[англ.]. ISBN 1-59102-676-8 (1 Dec 2008).
- The Case Against The Case For Christ: A New Testament Scholar Refutes the Reverend Lee Strobel, American Atheist Press. ISBN 1-57884-005-8 (15 Feb 2010)
- Chapter "Jesus: Myth and Method" in The Christian delusion edited by John W. Loftus Amherst, NY Prometheus Books[англ.] 2010 ISBN 1-61614-168-9
- Paul: The Lost Epistles eBookIt.com (21 July 2011)
- The Christ-Myth Theory and Its Problems American Atheist Press. ISBN 1-57884-017-1 (1 August 2011)
- The Amazing Colossal Apostle: The Search for the Historical Paul Signature Books ISBN 1-56085-216-X (15 February 2012)
- Bart Ehrman and the Quest of Historical Jesus of Nazareth: An Evaluation of Ehrman's Did Jesus Exist?[англ.] ISBN 978-1-57884-019-9 edited with Frank R. Zindler the following articles, "Introduction: Surprised by Myth" and "Bart Ehrman: Paradigm Policeman." American Atheist Press 2013 (16 Apr 2013)

## Художественная литература
Автор и/или издатель
- Acolytes of Cthulhu[англ.]
- The Antarktos Cycle: Horror and Wonder at the Ends of the Earth
- The Azathoth Cycle: The Blind Idiot God[англ.]
- Black Forbidden Things
- Blasphemies & Revelations Mythos Books. ISBN 0-9789911-9-2.  (30 Sep 2008).
- The Book of Eibon
- The Book of Iod (stories by Henry Kuttner)
- The Cthulhu Cycle: Thirteen Tentacles of Terror
- Dark Wisdom: New Tales of the Old Ones (stories by Gary Myers[англ.])
- The Dunwich Cycle: Where the Old Gods Wait
- The Hastur Cycle
- The Horror of It All: Encrusted Gems from the "Crypt of Cthulhu"
- H.P. Lovecraft and the Cthulhu Mythos
- The Innsmouth Cycle: The Taint of the Deep Ones
- The Ithaqua Cycle: The Wind-Walker of the Icy Wastes
- Lin Carter: A Look Behind His Imaginary Worlds
- Lin Carter's Anton Zarnak, Supernatural Sleuth
- Lovecraft: A Look Behind the Cthulhu Mythos (with Lin Carter) Borgo Pr; Rev Sub edition (Nov 1997) ISBN 978-0-89370-013-3
- Mysteries of the Worm (stories by Robert Bloch)
- Nameless Cults: The Cthulhu Mythos Fiction of Robert E. Howard
- The Necronomicon
- The New Lovecraft Circle[англ.]
- The Nyarlathotep Cycle: The God of a Thousand Forms[англ.]
- Shards of Darkness (stories by Edward P. Berglund)
- The Shub-Niggurath Cycle: Tales of the Black Goat with a Thousand Young
- The Taint of Lovecraft (stories by Stanley Sargeant)
- Tales of the Lovecraft Mythos[англ.]
- Tales Out of Dunwich
- Tales Out of Innsmouth: New Stories of the Children of Dagon
- Tsathoggua#The Tsathoggua Cycle[англ.]
- Worlds of Cthulhu[англ.]
- The Xothic Legend Cycle: The Complete Mythos Fiction of Lin Carter[англ.]
- The Yith Cycle:Lovecraftian Tales of the Great Race and Time Travel